# Castello di Gossolengo
Il castello di Gossolengo è una fortificazione, situata a Gossolengo, in provincia di Piacenza. L'edificio si trova nel centro di Gossolengo, nella pianura Padana a pochi chilometri dal fiume Trebbia.

## Storia
Relativamente al castello, che venne costruito in epoca imprecisata, forse nel corso degli ultimi anni del XII secolo, sono presenti pochissime notizie storiche, a differenza della località di Gossolengo, la quale nel 1254 faceva parte delle proprietà del Capitolo della cattedrale di Piacenza.
Nel 1314, nelle campagne gossolenghesi ci fu uno scontro tra la fazione dei popolari, la quale era favorevole al signore guelfo Alberto Scotti, e la fazione favorevole ai Visconti, guidata dal condottiero di ventura Nello da Massa. Il combattimento si concluse con la sconfitta dei filoviscontei che subirono anche la morte di 16 persone e la cattura di diverse altre.
Nel 1636 il castello fu occupato da una guarnigione di truppe spagnole impegnate in azioni militari contro il duca di Parma e Piacenza Odoardo I Farnese, mentre nel 1647 tanto il borgo di Gossolengo quanto il forte risultavano appartenere al monastero di San Sisto di Piacenza.
A seguito dell'unità d'Italia il castello divenne parte delle proprietà del demanio militare che, fino al 1914, lo impiegò come sede per la locale scuola di tiro.

## Struttura
L'edificio, costruito in cotto e ciottoli provenienti dal fiume Trebbia, si caratterizza per una pianta rettangolare con cortile interno e due basse torri localizzate sulla facciata d'ingresso ed è stato fortemente modificato rispetto alla sua struttura iniziale. L'originario accesso al castello era dotato di ponte e ponticello levatoi a scavalco del fossato, poi interrato; pur essendo stati successivamente eliminati, rimangono visibili alcune tracce dei due ponti.
All'interno, in una stanza con soffitto a volta posta nei pressi del basamento di una delle torri, sono presenti degli affreschi rinvenuti nel 1936 in occasione dell'esecuzione di alcuni interventi manutentivi e il cui restauro venne in seguito curato da parte del pittore piacentino Luciano Ricchetti. Le opere sono state successivamente attribuite ad un anonimo e datate nel periodo compreso tra il XIV e il XV secolo. Esse sono poste in una delle pareti di fondo, tripartita dalle volte del soffitto, e vedono raffigurate una Natività con Santi a cui fanno da sfondo fortificazioni militari e pareti rocciose e un'Annunciazione con Beati.